# Masakazu Tashiro
Masakazu Tashiro (田代 真一 Tashiro Masakazu?), född 26 juni 1988 i Tokyo prefektur, är en japansk fotbollsspelare.
Tashiro började sin karriär 2007 i Yokohama F. Marinos. Efter Yokohama F. Marinos spelade han för FC Machida Zelvia, JEF United Chiba, Montedio Yamagata, V-Varen Nagasaki och Yokohama FC.